# 高應禎
高應禎（1586年—？），字貞甫，福建福州府閩縣人，民籍，明朝政治人物。

## 生平
正德二年（1507年）丁卯科福建鄉試第二名舉人。正德十六年（1521年）中式辛巳科會試第二百九十六名，登第三甲第一百二十名進士。

## 家族
曾祖高旭，曾任按察司提學僉事；祖父高惟一，曾任旌表孝子；父高孔嘉，曾任教諭。母張氏；繼母蔣氏。具庆下。族弟高世魁，同科進士。